# Histeroidea
Histeroidea je nadčeleď brouků v infrařádu Staphyliniformia.

## Taxonomie
Někteří autoři řadí Histeroidea jako samostatnou čeleď do nadčeledi Hydrophiloidea. V současnosti jsou rozeznávány tři čeledi:
- Histeridae
- Sphaeritidae
- Synteliidae